# Shahrestān-e Abarkūh
Shahrestān-e Abarkūh (persiska: شهرستان ابركوه, ابركوه) är en delprovins (shahrestan) i Iran.   Den ligger i provinsen Yazd, i den centrala delen av landet, 600 km söder om huvudstaden Teheran.
Delprovinsen hade 51 552 invånare 2016.